# Emma Johnson
Emma Johnson (n. 24 februarie 1980, Sydney, Noul Wales de Sud, Australia) este o înotătoare australiană, medaliată olimpică. A participat la o ediție a Jocurilor Olimpice (1996) în care a câștigat două medalii de bronz.